# Татищев, Илья Леонидович
Илья́ Леони́дович Тати́щев (11 [23] декабря 1859, Санкт-Петербург — 10 июля 1918, Екатеринбург, Пермская губерния) — русский офицер из рода Татищевых, генерал-адъютант Николая II. Канонизирован РПЦЗ как один из новомучеников.

## Биография
Сын генерала Леонида Татищева (1827—1881) и фрейлины Екатерины Ильинишны (1835—1915), дочери генерал-адъютанта Ильи Бибикова. Окончил Пажеский корпус.
8 августа 1879 года вступил на службу корнетом в лейб-гвардии гусарском полку. Был адъютантом великого князя Владимира Александровича.
6 декабря 1895 произведён в полковники. С 1905 — генерал-майор свиты Его Императорского Величества. В 1910 произведён в генерал-адъютанты. В 1910—1914 — личный представитель Николая II при императоре Вильгельме II. Состоял до смерти членом Свято-Князь-Владимирского братства.
Не покинул отрекшегося царя Николая II, добровольно оставшись с ним под арестом в Царском Селе, а 1 августа 1917 года последовал с царской семьёй в ссылку.
Вместе с князем В. А. Долгоруковым убит большевиками в Екатеринбурге 10 июля 1918 года на территории Ивановского кладбища. Останки их были обнаружены белогвардейцами при взятии Екатеринбурга осенью 1918 года и захоронены на месте убийства. Князя Долгорукова опознали по расписке в получении от него 80 000 рублей, а графа Татищева — по английскому пальто. Останки были погребены сестрами Ново-Тихвинского монастыря, скорее всего на монастырском кладбище. Об этом известно со слов чекиста А. Кабанова, сообщившего, что «трупы монахини похоронили на кладбище». В советское время место захоронения было утрачено.
По признанию Г.П. Никулина, им застрелен Долгоруков, а с Татищевым расправился В.А. Сахаров.

## Военные чины
- В службу вступил (01.09.1877)[4]
- Корнет (08.08.1879)
- Поручик (17.04.1883)
- Штабс-ротмистр (13.04.1886)
- Ротмистр (09.04.1889)
- Подполковник (06.12.1895)
- Полковник (06.08.1892)
- Генерал-майор с зачислением в Свиту (06.12.1905)
- Генерал-лейтенант (02.09.1916)

## Награды

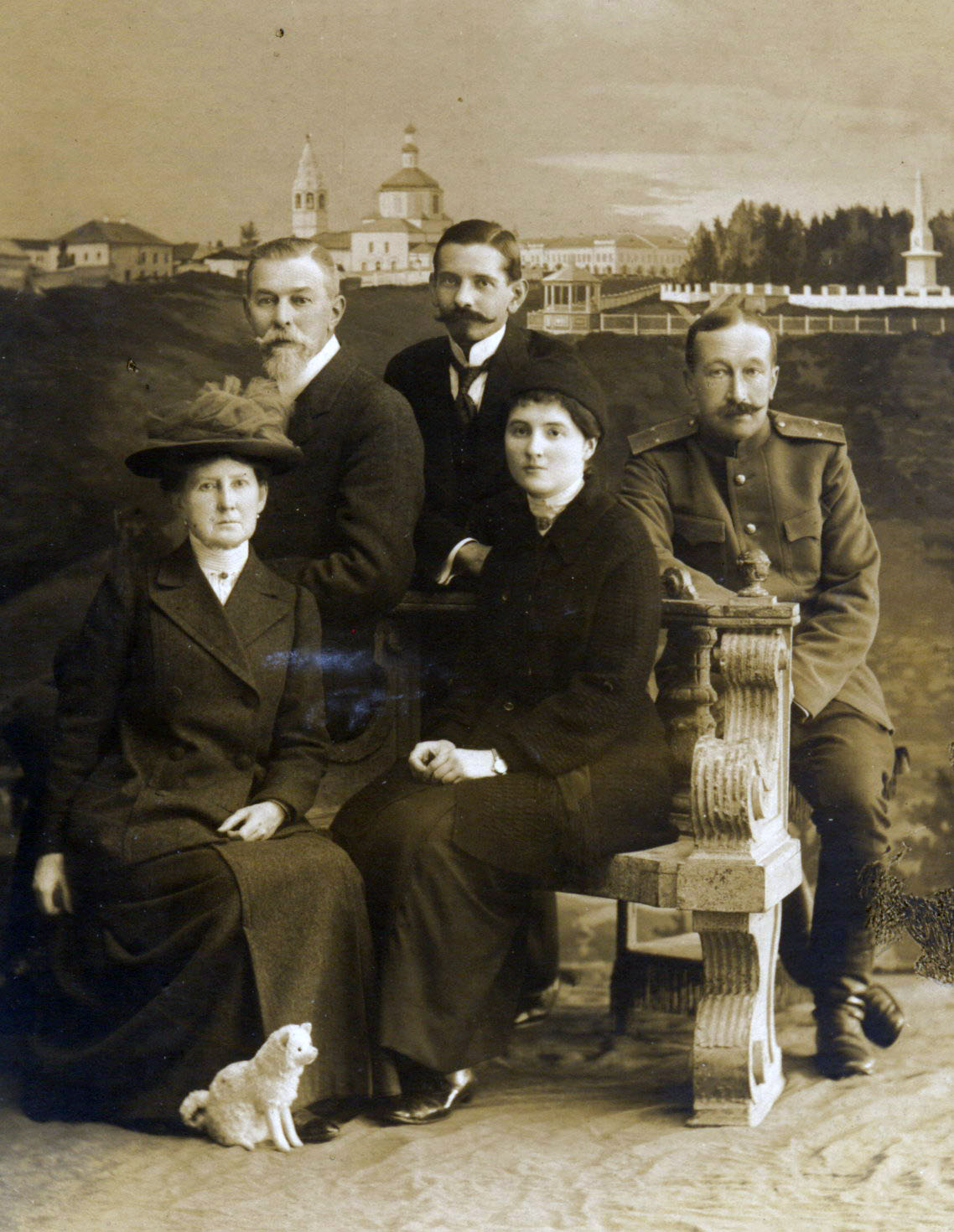
Сидят гоф-лектиса Е. А. Шнейдер и графиня А. В. Гендрикова, стоят И. Л. Татищев, Пьер Жильяр, князь В. А. Долгоруков

- Орден Святого Станислава 3 ст. (1886)[4]
- Орден Святой Анны 3 ст. (1891)
- Орден Святого Станислава 2 ст. (1895)
- Орден Святой Анны 2 ст. (1897)
- Орден Святого Владимира 4 ст. (1900)
- Орден Святого Владимира 3 ст. (1903)
- Орден Святого Станислава 1 ст. (1906)
- Орден Святой Анны 1 ст. (1910)
- Орден Святого Владимира 2 ст. (1913)

иностранные:
- Персидский Орден Льва и Солнца (1878)
- Итальянский Орден Короны Италии, командорский крест (1894)
- Французский Орден Почетного Легиона, кавалерский крест (1894)
- Мекленбург-Шверинский Орден Грифона, почетный крест (1895)
- Мекленбург-Шверинский Орден Грифона, большой командорский крест (1897)
- Прусский Орден Короны 2-й ст. (1898)
- Вюртембергский Орден Вюртембергской Короны, кавалерский крест (1900)
- Баденский Орден Церингенского льва, кавалерский крест (1900)
- Гессен-Дармштадтский Орден Филиппа Великодушного 2-й ст. (1901)
- Гессен-Дармштадтский Орден Филиппа Великодушного 1-й ст. (1902)
- Итальянский Орден Святых Маврикия и Лазаря командорский крест (1904)
- Прусский Орден Короны 1-й ст. (1907); бриллиантовые знаки к ордену (1909)[6]
- Сербский орден Белого орла 1-й ст. (1915)[6]
- Японский орден Священного сокровища 1-й ст. (1915)[6]

## Канонизация и реабилитация
В конце октября (по старому стилю) 1981 года канонизирован Русской православной церковью заграницей как «святой мученик воин Илья».
16 октября 2009 года Генеральная прокуратура Российской Федерации приняла решение о реабилитации 52 приближённых царской семьи, подвергшихся репрессиям, в том числе И. Л. Татищева.